# Köpingebro IF
Köpingebro IF bildades den 1 juni 1927 och är en idrottsförening i Köpingebro i Ystads kommun i Skåne.
Föreningen har cirka 200 medlemmar och verksamheten består numera endast av fotboll. Tidigare har man också haft friidrott, bordtennis, handboll, motionsgymnastik, tennis och vintersporter på programmet. 
Mest känt är man för sin flick- och damfotboll. Josefine Rydle, tidigare i LdB FC, har Köpingebro IF som moderklubb. Säsongen 2025 spelar herrlaget i division 6. Damlaget upphörde inför säsongen 2020.